# Matt Lindblad
Matthew "Matt" Lindblad, född 23 mars 1990, är en amerikansk professionell ishockeyspelare som tillhör NHL–organisationen New York Rangers och spelar för deras primära samarbetspartner Hartford Wolf Pack i American Hockey League (AHL). Han har tidigare spelat på NHL-nivå för Boston Bruins och på lägre nivåer för Providence Bruins i AHL, Dartmouth Big Green (Dartmouth College) i National Collegiate Athletic Association (NCAA) och Chicago Steel och Sioux Falls Stampede i United States Hockey League (USHL).
Lindblad blev aldrig draftad av någon NHL–organisation.

## Statistik
| 2008–2009   | Chicago Steel        | USHL        | 51  | 5  | 20 | 25 | 17 | —  | — | — | — | —  |
| 2009–2010   | Sioux Falls Stampede | USHL        | 57  | 24 | 45 | 69 | 20 | 3  | 1 | 2 | 3 | 2  |
| 2010–2011   | Dartmouth Big Green  | NCAA        | 33  | 13 | 15 | 28 | 4  | —  | — | — | — | —  |
| 2011–2012   | Dartmouth Big Green  | NCAA        | 26  | 6  | 18 | 24 | 2  | —  | — | — | — | —  |
| 2012–2013   | Dartmouth Big Green  | NCAA        | 30  | 10 | 18 | 28 | 2  | —  | — | — | — | —  |
|             | Providence Bruins    | AHL         | 4   | 1  | 4  | 5  | 0  | —  | — | — | — | —  |
| 2013–2014   | Boston Bruins        | NHL         | 2   | 0  | 0  | 0  | 0  | —  | — | — | — | —  |
|             | Providence Bruins    | AHL         | 55  | 8  | 16 | 24 | 8  | 12 | 3 | 4 | 7 | 10 |
| 2014–2015   | Boston Bruins        | NHL         | 2   | 0  | 0  | 0  | 0  | —  | — | — | — | —  |
|             | Providence Bruins    | AHL         | 47  | 9  | 13 | 22 | 6  | 3  | 0 | 0 | 0 | 0  |
| NHL totalt  | NHL totalt           | NHL totalt  | 4   | 0  | 0  | 0  | 0  | —  | — | — | — | —  |
| AHL totalt  | AHL totalt           | AHL totalt  | 106 | 18 | 33 | 51 | 14 | 15 | 3 | 4 | 7 | 10 |
| NCAA totalt | NCAA totalt          | NCAA totalt | 89  | 29 | 51 | 80 | 8  | —  | — | — | — | —  |
| USHL totalt | USHL totalt          | USHL totalt | 108 | 29 | 65 | 94 | 37 | 3  | 1 | 2 | 3 | 2  |